# 都城市立沖水中学校
都城市立沖水中学校（みやこのじょうしりつ おきみずちゅうがっこう）は、宮崎県都城市都北町にある公立の小学校。

## 概要
歴史
1947年（昭和22年）の学制改革により、新制中学校として創立。2022年（令和4年）に創立75周年を迎えた。
校章
左に「沖」、中央に「中」、右に「水」の文字を配している。
校歌
作詞は黒木清次、作曲は海老原直による。歌詞は2番まであり、両番の歌詞中に校名の「沖水中」が登場する。
通学区域
- 都城市立沖水小学校[1]。

## 沿革
- 1947年（昭和22年）- 学制改革が行われる（六・三制の実施）。
  - 4月1日 - 沖水国民学校初等科は新制小学校「都城市立沖水小学校」に改組・改称。
  - 5月8日 - 沖水国民学校高等科は、青年学校普通科とともに、新制中学校「都城市立沖水中学校」（現校名）に改組・改称。開校式を沖水小学校の講堂で挙行。当初、小学校7教室および郷土館を借用し、校舎とする。
- 1948年（昭和23年）
  - 9月 - 郡元に独立校舎の一部が完成し、2・3年生が移転を完了。
  - 11月 - 1年生が移転を完了。
- 1949年（昭和24年）4月 - 木造新校舎が完成。

## 交通アクセス
最寄りの鉄道駅
- JR九州 えびの高原線 「日向庄内駅」

最寄りのバス停留所
- 宮崎交通（宮交バス）「都北町」停留所

最寄りの幹線道路
- 国道269号
- 国道10号（都城志布志道路・都城道路）「おきみずIC」

## 周辺
- 都城工業高等専門学校